# 徐家汇尾孢虫
徐家汇尾孢虫（学名：Henneguya zikawiensis）为尾孢科尾孢虫属的动物。在中国，分布于上海、江苏、湖北、福建、云南、四川、浙江、江西南昌等，营寄生生活，寄生在鲫的鳃、胆囊、肠、心、肾。